# Lovono
« Vano » redirige ici. Pour les autres significations, voir Vano (homonymie).
Le lovono  (ou vano ou alavana ou alavano, parfois vanikoro/vanikolo) est une langue moribonde parlée à Vanikoro, dans la province de Temotu aux Salomon. C'est une langue océanienne, de la branche Utupua-Vanikoro du groupe temotu.

## Répartition géographique
Historiquement, l'île de Vanikoro était divisée en trois districts tribaux bien distincts, chacun associé à une langue particulière : le teanu au nord-est, le tanema au sud, le lovono au nord-ouest.
Au cours du XXe siècle, le teanu s'est imposé à toute la population mélanésienne de l'île — et ce, aux dépens du lovono et du tanema, aujourd'hui langues moribondes.

## Grammaire
Comme les autres langues de Vanikoro, le lovono est une langue SVO.